# Goshogawara, Aomori
Goshogawara (五所川原市 Goshogawara-shi) là một thành phố thuộc tỉnh Aomori, Nhật Bản.